# Lac Labynkyr
Le lac Labynkyr, en russe : Озеро Лабынкыр, Ozero Labynkyr ou Ozero Namynnyr, est un lac situé à proximité du village d'Oïmiakon dans la République de Sakha (Iakoutie), au nord-est de la Sibérie, en Russie. Le lac est situé à une altitude de 1 020-1 050 mètres.
Le lac a la particularité de geler très lentement, même au plus froid de l’hiver, une particularité qui alimente les légendes quant au fait qu’une étrange créature habiterait les profondeurs de ce lac.